# Emmaretta
Emmaretta è un brano dei Deep Purple pubblicato nel 1969 come quarto singolo negli USA e come secondo nel Regno Unito, con brani diversi come lato B.

## Tracce

### Edizione UK
Lato A
1. Emmaretta – 3:02 (Ritchie Blackmore, Jon Lord, Rod Evans)

Lato B
1. Wring That Neck – 4:02 (Jon Lord, Ritchie Blackmore, Nick Simper, Ian Paice)

### Edizione USA
Lato A
1. Emmaretta – 3:02 (Ritchie Blackmore, Jon Lord, Rod Evans)

Lato B
1. The Bird Has Flown – 2:57 (Ritchie Blackmore, Jon Lord, Rod Evans)